# Shizukanaru Don
Shizukanaru Don – Yakuza Side Story (яп. 静かなるドン, Shizukanaru Don, укр. Тихий Дон) — японська серія манґи, написана та проілюстрована Ніттою Тацуо, про боса якудзи, який вдень працює на фабриці жіночої білизни. Серіал почав виходити 15 листопада 1988 року в щотижневому журналі сейнен-манґи Weekly Manga Sunday.

## Медіа

### Манґа
Перший том манґи був випущений 6 квітня 1989 року. Останній, 108-й том, вийшов 29 червня 2013 року.

### Ігрові фільми
У 2000 і 2009 роках було випущено два ігрових фільми за мотивами манґи.
У січні 2023 року T-Joy оголосили про новий фільм-адаптацію, що складатиметься з чотирьох «епізодів». Перші два були випущені 12 травня, прем'єра другої половини відбулася тижнем пізніше. Режисером став Кенто Ямагуті, який написав сценарії разом з Ріудзі Йосізакі.

### Інші адаптації
Манґа була адаптована в оригінальну відеоанімацію студії Tokyo Movie Shinsha. OVA була випущена в Японії компанією Toho 12 квітня 1991 року. У 1994 році з нього було знято дораму і радіопостановку у 2010 році.

## Сприйняття
Станом на 2016 рік в Японії було продано понад 45 мільйонів копій манґи. У 2013 році вона отримала головний приз 42-ї Премії Асоціації карикатуристів Японії, оскільки журі визнало її важливою для підтримки Weekly Manga Sunday та через її «абсурдність і веселість».